# Lyle Benjamin James Kahl
Pour les articles homonymes, voir Kahl.
Lyle Benjamin James Kahl (27 juin 1939-12 avril 2020) est un homme politique canadien de la Colombie-Britannique. Il est député provincial créditiste de la circonscription britanno-colombienne de Esquimalt de 1975 à 1979.

## Biographie
Né à Rabbit Lake (en) en Saskatchewan, Kahl étudie à la Saskatchewan Teacher's College, à l'Université de l'Alberta et à l'Université de Victoria.
Élu en 1975, il est défait par Frank Mitchell dans Esquimalt-Port Renfrew lorsqu'il tente d'être réélu en 1979.
Il meurt à Victoria.